# Tristrani trapezoeder
Tristrani trapezoeder (tudi deltaeder) je prvi v neskončni vrsti poliedrov, ki so dualni antiprizmam.
Tristrani trapezoedri so podmnožica romboedrov. Kocka pa je posebni primer s kvadratnimi stranskimi ploskvami.